# Christophe Moehrlen
Christoph Moehrlen (Baiersbronn, 20 de janeiro de 1800 — Daillens, 28 de fevereiro de 1871); pseudônimo de Christoph Irenius) foi um professor, pastor/teólogo protestante e escritor, particularmente de livros infantis, radicado na Suíça romanda.
Moehrle era professor no Seminário de Schiers assim como na instituiçãon para pobres Calame em Le Locle. Moehrle também era durante um certo tempo professor e educador numa instituição em Beuggen para meninos gregos resgatados de escravidão turca (fundada em 1827 por iniciativa de Christian Friedrich Spittler) para educá-los de maneira cristã. Depois, ele era pastor em Payerne (cantão de Vaud), onde fundou e direcionou um reformatório para meninos; trabalhou, finalmente, como pastor em Daillens (cantão de Vaud), onde morreu no 28 de Fevereiro de 1871.
Além de algumas obras educativas e de traduções, Moehrlen publicou em 1839 sob o pseudônimo de Christoph Irenius o livro autobiográfico Uma história verdadeira, no qual mascarou sua terra natal Baiersbronn com o nome Baierquell.
Moehrle era casado com Röschen Friedenauer e teve oito filhos (entre os quais a esposa do escritor suíço alemão Otto Sutermeister).